# Psilochira
Psilochira is een geslacht van vlinders van de familie spinneruilen (Erebidae), uit de onderfamilie Lymantriinae.

## Soorten
- P. amydra Collenette, 1932
- P. durioides Strand, 1915
- P. lineata Walker, 1855
- P. nycthemera Toxopeus, 1948
- P. venusta Collenette, 1933